# Anatoli Yulin
Anatoli Yulin (Unión Soviética, 9 de marzo de 1929-29 de agosto de 2002) fue un atleta soviético especializado en la prueba de 400 m vallas, en la que consiguió ser campeón europeo en 1954.

## Carrera deportiva
En el Campeonato Europeo de Atletismo de 1954 ganó la medalla de oro en los 400 m vallas, llegando a meta en un tiempo de 50.5 segundos que fue récord de los campeonatos, por delante de su compatriota Yuriy Lituyev (plata con 50.8 segundos) y del finlandés Ossi Mildh (bronce con 51.5 segundos).